# Robin Sharma
Robin Sharma (* 1965 Mbale) je kanadský spisovatel tzv. svépomocné literatury a motivační řečník indicko-ugandského původu. Proslavil se bestsellerem Mnich, který prodal své Ferrari (1997), který si původně vydal vlastním nákladem. Po mimořádném úspěchu této knihy se vzdal původní profese právníka a začal se živit jen psaním. Vydal dvanáct dalších knih a založil vzdělávací společnost Sharma Leadership International. Vedl školení pro společnosti jako Nike, Microsoft, IBM anebo FedEx. Do Kanady se jeho rodina přestěhovala, když mu byl rok. Vystudoval práva na Dalhousieově univerzitě.